# Anaglyptus decemmaculatus
Anaglyptus decemmaculatus là một loài bọ cánh cứng trong họ Cerambycidae.